# Premiul Locus pentru cel mai bun roman pentru adolescenți
Premiul Locus pentru cel mai bun roman sau pentru cea mai bună carte pentru adolescenți (sau tineri adulți) (în engleză Locus Award for Best Young Adult Book) a fost acordat din 2003 de către revista Locus.

## Lista câștigătorilor
Câștigătorii Premiului Locus pentru cea mai bună carte pentru adolescenți:
| An   | Carte                                                              | Autor                     |
| ---- | ------------------------------------------------------------------ | ------------------------- |
| 2003 | Coraline                                                           | Neil Gaiman               |
| 2004 | The Wee Free Men                                                   | Terry Pratchett           |
| 2005 | A Hat Full of Sky                                                  | Terry Pratchett           |
| 2006 | Pay the Piper: A Rock 'N' Roll Fairy Tale                          | Jane Yolen & Adam Stemple |
| 2007 | Wintersmith                                                        | Terry Pratchett           |
| 2008 | Un Lun Dun                                                         | China Miéville            |
| 2009 | The Graveyard Book (Cartea cimitirului)                            | Neil Gaiman               |
| 2010 | Leviathan                                                          | Scott Westerfeld          |
| 2011 | Ship Breaker                                                       | Paolo Bacigalupi          |
| 2012 | The Girl Who Circumnavigated Fairyland in a Ship of Her Own Making | Catherynne M. Valente     |
| 2013 | Railsea                                                            | China Miéville            |
| 2014 | The Girl Who Soared Over Fairyland and Cut the Moon in Two         | Catherynne M. Valente     |
| 2015 | Half a King                                                        | Joe Abercrombie           |
| 2016 | The Shepherd's Crown                                               | Terry Pratchett           |
| 2017 | Revenger                                                           | Alastair Reynolds         |
| 2018 | Akata Warrior                                                      | Nnedi Okorafor            |
| 2019 | Dread Nation                                                       | Justina Ireland           |
| 2020 | Dragon Pearl                                                       | Yoon Ha Lee               |

## Legături externe
- Graphical listing of awards and nominees with excerpts and synopses—Worlds Without End
- Official Locus Awards page